# Елізабет Лім
Елізабет Лім (англ. Elizabeth Lim; яп. エリザベス・リム) — американська письменниця та композитор, відома своїми романами для молоді та дорослої аудиторії. Її творчість охоплює різні жанри, включаючи фентезі, романтику та міфологію.
Її пристрасть до творчості почалася приблизно в 10 років, коли вона почала писати фанфіки до «Сейлор Мун», «Солодкої долини» та «Зоряних воєн» і викладала їх в інтернеті. Але після того, як один з її вчителів сказав їй, що в її есе «занадто багато голосу», Елізабет зробила перерву в творчості, щоб зосередитися на навчанні. Пізніше Елізабет стала композитором фільмів та відеоігор і здобула докторський ступінь з музичного композиціювання. Тривалий час вона працювала за фахом. Музика Елізабет була використана в документальному фільмі American Umpire / «Американський суддя», а також у шестисерійній серії відео Family Entrepreneurs / «Сімейні підприємці» та короткометражному фільмі A Tribute to Discomfort / «Данина дискомфорту» (2012). Елізабет була композитором до відеоігор Cloudberry Kingdom від Ubisoft, Revolution 60 від Giant Spacekat, та японської RPG KOE від Strawberry Games і MMORPG Ever Jane від 3 Turn Productions.
Пізніше Елізабет повернутися до літератури і вирішила написати повноцінний роман і з тих пір не уявляє свого життя без письменництва. Її книги перекладено понад двадцятьма мовами, а їх представляє Джина Маккобі з літературної агенції Джини Маккобі.

## Особисте життя
Елізабет народилася в Нью-Йорку, а виросла в Північній Каліфорнії, США та Токіо, Японія, а зараз мешкає в Нью-Йорку з чоловіком і доньками. Вона закінчила Гарвардський коледж зі ступенем бакалавра музики, а аспірантуру закінчила в Джульярдській школі.

### Переклади українською
- Шість багряних журавлів. Переклад: Ксенія Сокульська. 2024. Видавництво «Рідна Мова».[5]

## Визнання
- «Шість багряних журавлів» — переможець AudioFile Earphones Award (2021).[6]
- «Шість багряних журавлів» — номінант Goodreads Choice Award в категорії янґ-едалт фентезі та наукова фантастика (2021).[7]
- «Шість багряних журавлів» — номінант Американської бібліотечної асоціації в категорії Amazing Audiobooks for Young Adults (2022).[8]